# 天主教聖羅撒-德奧索斯教區
天主教聖羅撒-德奧索斯教區（拉丁語：Dioecesis Sanctae Rosae de Osos）是哥倫比亞一個羅馬天主教教區，屬聖菲德安蒂奧基亞總教區。
教區成立於1917年2月5日，位於安蒂奧基亞省東北部，教座位於聖羅撒-德奧索斯。2010年有教友585,000人（佔轄區總人口96.1%）、七十五個堂區、174名司鐸。現任教區主教為喬治·阿爾韋托·奧薩·索托。